# Sonerila pallida
Sonerila pallida är en tvåhjärtbladig växtart som beskrevs av Otto Stapf och George King. Sonerila pallida ingår i släktet Sonerila och familjen Melastomataceae. Inga underarter finns listade i Catalogue of Life.